# Gigante (película de 1956)
Gigante (título original: Giant) es una película estadounidense de 1956 de los géneros épico y dramático, dirigida por George Stevens y protagonizada por Rock Hudson, Elizabeth Taylor y James Dean.
Basada en la novela homónima de 1952 escrita por Edna Ferber, la película trata del devenir histórico de una familia que, aunque al principio se resiste, finalmente cede ante las presiones para convertir su hacienda ganadera en petrolera. Muestra cómo la riqueza del petróleo impacta en sus modos de vida y en los desafíos que les surgen a los padres al tratar de educar a sus hijos y asistirlos durante el crecimiento.
La película, de más de tres horas de duración (201 minutos) explora el racismo y la discriminación social y económica de la población de origen mexicano, el amor, el papel de las mujeres en la sociedad, la lucha de clases, la guerra o la inmigración.
Gigante fue la última de las tres películas de James Dean como actor principal, y le valió su segunda y última nominación al Premio Óscar: falleció en un accidente automovilístico antes de que se estrenara la película. Nick Adams fue llamado para doblar el papel de Dean en una escena.
Galardonada con varios premios cinematográficos, la película fue incluida en el año 2005 entre las conservadas por el National Film Registry de la Biblioteca del Congreso de Estados Unidos, por ser considerada «cultural, histórica, o estéticamente significativa».

## Argumento
Jordan Benedict (Rock Hudson), dueño de una extensa hacienda, conoce en Maryland a Leslie (Elizabeth Taylor), y se casa con ella. Ya en su estancia, pronto se dan cuenta de las diferencias que les separan. Tienen tres hijos. 
Se encuentra petróleo en sus tierras, y son presionados para convertir su hacienda ganadera en petrolera. Una actividad y la otra conviven al principio, pero finalmente prevalece la del petróleo.
Jett Rink (James Dean) es un empleado de Benedict algo conflictivo que termina siendo dueño de una parte de la tierra en la que luego encuentra petróleo, y se hace muy rico. Pero, aunque es dueño de un imperio, es infeliz por la frustración que le provoca su amor por Leslie, esposa del que era su jefe y a la que intentó conquistar. Se llega así al enfrentamiento de Jett con la familia Benedict, y se concluye con la introducción de los nietos Benedict.

## Contexto histórico y social
La película, enmarcada en lo que entre los años 1930 a 1960 se denomina melodrama social de Hollywood, muestra no sólo el racismo de la sociedad de la época sino también los estereotipos sobre cómo es vista la población mexicana en Estados Unidos. En esto Gigante quiso contribuir, denunciando la situación de desigualdad económica y social, al apoyo de la nueva política del presidente Franklin D. Roosevelt llamada "política de buena vecindad" inaugurada en el marco de la VII Conferencia Panamericana en diciembre de 1933 en lo referente a sus relaciones con América Latina. Otras películas en la misma línea serían Bordertown (1935), A Medal for Benny (1945), My Man and I (1952) y Salt of the Earth (1954), también con "buenas intenciones" según la crítica pero con personajes y situaciones repletas de estereotipos. Una década después, a finales de los 60 surgió el cine inspirado con el movimiento chicano, que reivindicaba justicia social y una identidad propia para los mexicanos de Estados Unidos. Son referencia Luis Valdez con su cortometraje I am Joaquin (1969), Jesús Salvador Treviño con La Raza Nueva (1969) y Yo soy chicano (1972), Esperanza Vásquez con Agueda Martinez: Our People, Our Country (1977) y Sylvia Morales con Chicana (1979).

## Reparto
- Elizabeth Taylor - Leslie Benedict
- Rock Hudson - Jordan "Bick" Benedict Jr.
- James Dean - Jett Rink
  - Nick Adams - Jett Rink (voz) (escena del banquete)
- Carroll Baker - Luz Benedict II
- Jane Withers - Vashti Snythe
- Robert Nichols - Mort "Pinky" Snythe, esposo de Vashti
- Chill Wills - Tío Bawley
- Mercedes McCambridge - Luz Benedict
- Dennis Hopper - Jordan Benedict III
- Sal Mineo - Ángel Obregón II
- Rod Taylor - Sir David Karfrey
- Earl Holliman - "Bob" Dace
- Paul Fix - Doctor Horace Lynton
- Judith Evelyn - Sra. Nancy Lynton
- Carolyn Craig - Lacey Lynnton
- Fran Bennett - Judy Benedict
- Elsa Cárdenas - Juana Guerra Benedict
- Monte Hale - Bale Clinch
- Max Terhune - Doctor Walker
- Alexander Scourby - Viejo Polo
- Charles Watts - el juez Oliver Whiteside
- Maurice Jara - Dr. Guerra
- Mickey Simpson - Sarge, dueño del Sarge's Dine

## Premios y nominaciones
Premios Óscar de 1957
- Mejor película (George Stevens y Henry Ginsberg) — Nominados
- Mejor director (George Stevens) — Ganador
- Mejor actor (James Dean; póstumo) — Nominado
- Mejor actor (Rock Hudson) — Nominado
- Mejor actriz de reparto (Mercedes McCambridge) — Nominada
- Mejor guion adaptado (Ivan Moffat y Fred Guiol) — Nominados
- Mejor banda sonora de una película dramática o comedia (Dimitri Tiomkin) — Nominado
- Mejor dirección de arte a color (Dirección de arte: Boris Leven; Diseño de producción: Ralph S. Hurst) — Nominados
- Mejor diseño de vestuario a color (Moss Mabry y Marjorie Best) — Nominados
- Mejor montaje (William Hornbeck, Philip W. Anderson y Fred Bohanan) — Nominados

Premio DGA de 1957
Mejor director (George Stevens) — Ganador
Otros premios
- Premio Photoplay - Medalla de Oro 1956.[cita requerida]
- Premio David di Donatello 1957: a la mejor película extranjera.[cita requerida]